# Brajdić Selo
Brajdić Selo – wieś w Chorwacji, w żupanii karlowackiej, w gminie Rakovica. W 2011 roku liczyła 82 mieszkańców.